# Wasyl Suchomłynski
Wasyl Ołeksandrowycz Suchomłynski (28 września 1918 w  Wasyliwce k. Onufrijiwki, zm. 2 września 1970 w Pawłyszu) – ukraiński pedagog i nauczyciel, nazywany pawłyskim Pestalozzim.
W 1939 z wyróżnieniem ukończył Połtawski Instytut Pedagogiczny, pracował jako nauczyciel języka ukraińskiego, w lipcu 1941 został powołany do Armii Czerwonej. Jako młodszy politruk walczył na Froncie Zachodnim i Kalinińskim, w styczniu 1942 został ciężko ranny, po wyleczeniu został zwolniony z wojska, objął stanowisko dyrektora wiejskiej szkoły. W 1947 r. osiadł w miejscowości Pawłysz, gdzie przez 23 lata pełnił funkcję dyrektora szkoły średniej. W szkole tej stworzył własny system wychowawczy łączący pracę z nauką oraz zabawą.

## Odznaczenia
- Medal Sierp i Młot Bohatera Pracy Socjalistycznej (1 lipca 1968)
- Order Lenina (dwukrotnie, 6 sierpnia 1960 i 1 lipca 1968)
- Order Czerwonej Gwiazdy
- Medal „Za pracowniczą dzielność” (12 grudnia 1953)
- Medal „Za pracowniczą wybitność” (7 lutego 1952)